# نيكولاي إيفرينوف

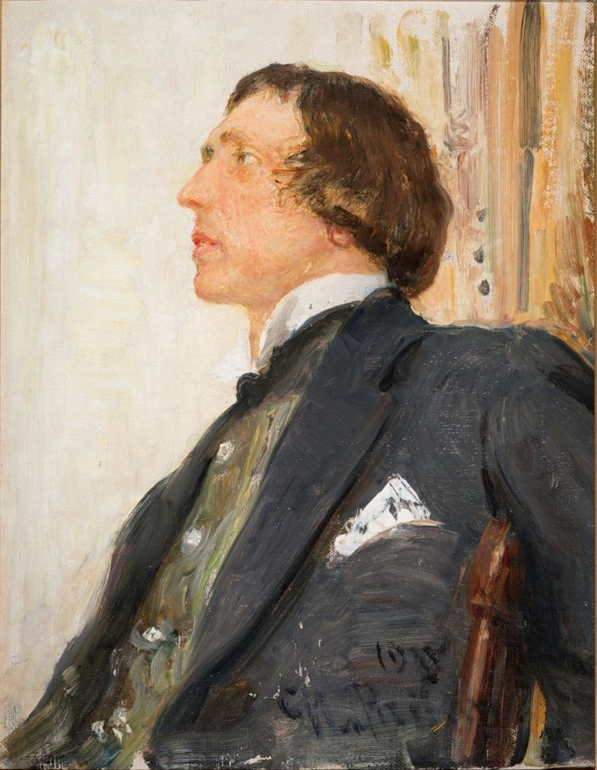
صورة لإفرينوف لإيليا ريبين (1915)

نيكولاي نيكولايفيتش إيفرينوف ( (بالروسية: Николай Николаевич Евреинов)‏ ولد في فبراير 1879 وتوفي في7 سبتمبر 1953 كان مخرجًا وكاتبًا مسرحيًا وممارسًا مسرحيًا روسيًا مرتبطًا بالرمزية الروسية .

## روابط خارجية
- مقال واين تورني عن إيفرينوف
- كتاب ويكي مصدر للمسرحيات الروسية
- Die Schritte der Nemesis (مسرح Staatstheater براونشفايغ، 2022)

1. 1 2  مذكور في: Writers of St. Petersburg. XX century. لغة العمل أو لغة الاسم: الروسية.
2. 1 2  مذكور في: استنادات المكتبة الوطنية الفرنسية. مُعرِّف المكتبة الوطنية الفرنسية (BnF): 12209534n. الوصول: 10 أكتوبر 2015. المُؤَلِّف: المكتبة الوطنية الفرنسية. لغة العمل أو لغة الاسم: الفرنسية.
3. ↑  مذكور في: Russian literature of the 20th century. Volume 1, 2005. لغة العمل أو لغة الاسم: الروسية. تاريخ النشر: 2005.
4. ↑  مُعرِّف "كُونُور" (CONOR): 34891619. مذكور في: CONOR.SI.
5. 1 2 3  مُعرِّف الملف الاستنادي المُتكامِل (GND): 118776207. مذكور في: كتالوج المكتبة الوطنية الألمانية. الوصول: 10 يونيو 2020. لغة العمل أو لغة الاسم: الألمانية.
6. 1 2  وصلة مرجع: https://theaterencyclopedie.nl/wiki/index.php?curid=7246.